# ديفيد ليفينغستون (كاتب)
ديفيد ليفينغستون (بالإنجليزية: David Livingston)‏ هو كاتب سيناريو ومخرج أمريكي، ولد في القرن العشرين.

## وصلات خارجية
- دايفيد ليفينغستون على موقع IMDb (الإنجليزية)
- دايفيد ليفينغستون على موقع قاعدة بيانات الفيلم (الإنجليزية)